# راي ريتشاردز
راي ريتشاردز (بالإنجليزية: Ray Richards)‏ (18 مايو 1946 المملكة المتحدة - ) هو لاعب كرة قدم أسترالي يلعب كلاعب وسط، شارك في كأس العالم لكرة القدم 1974.

## روابط خارجية
- راي ريتشاردز على موقع الاتحاد الدولي (مؤرشف)  (الإنجليزية)
- راي ريتشاردز على موقع قاعدة بيانات كرة القدم.إي يو (الإنجليزية)
- راي ريتشاردز على موقع ناشيونال فوتبول تيمز (الإنجليزية)
- راي ريتشاردز على موقع عالم كرة القدم.نت (الإنجليزية)